# ACE2
ACE2, kort for det angiotensin-konverterende enzym 2, (eng. angiotensin-converting enzyme 2) er et enzym på cellemembranen af mange celler i lungerne, blodkarrene, hjertet, nyrerne og tarmene. ACE2 sænker blodtrykket ved at spalte det blodtryksforhøjende hormon angiotensin til det blodtrykssænkende peptid angiotensin (1–7).
ACE2 er receptor, “angrebspunkt”, “virushæfter” eller “virusfæstner” for nogle coronavirus (eng. SARS-CoV-2 entry-receptor).

## Struktur
ACE2 er et membranprotein af type 1, såkaldt single-pass med et enzymatisk aktivt domæne eksponeret på celleoverfladen. Enzymatisk er det et zink-holdigt metalloenzym med det ekstracellulære domæne som virushæfter.

## Spike, Coronavirus’ overfladeprotein
På ydersiden af mange celler i luftvejene sidder ACE2 og virker som  molekylært anker eller virusfæstner for flere coronavirusser bl.a. de kendte SARS-CoV og SARS-CoV-2. Første trin af en virusinfektion med Coronavirus er kontakten mellem ACE2 og spike-S1-proteinet på overfladen af virionet (viruspartiklen). Bindingen til ACE2 udløser molekylære reaktioner, der fører til translokationen af virionet ved endocytose til intracellulære endosomer, se et oversigtsbillede mm. her.
Ved infektion med SARS-CoV-2 i mus gensplejset med menneske-ACE2 forekommer der mange organskader, der kan forklare følger og sen-skader, der forekommer hos COVID-19-patienter.

## Renin-angiotensinsystemet
ACE og ACE2 er begge centrale komponenter i renin-angiotensinsystemet (RAS) eller renin-angiotensin-aldosteron-systemet (RAAS), som styrer blodtrykket ved at regulere væskemængden i kroppen.
ACE (EC 3.4.15.1) omdanner hormonet angiotensin I til den aktive vasokonstriktor angiotensin II og får blodkarrene til at indsnævres og får derved indirekte blodtrykket til at stige.
ACE2 (EC 3.4.17.23) spalter angiotensin II til den aktive vasodilator angiotensin (1-7) der modvirker effecten af ACE og får blodtrykket til at falde. ACE2 er et homologt enzym til ACE. Genanalyser viser at generne for ACE2 og ACE opstod ved kopiering fra et fælles gen.

## Biokemiske mekanismer
Enzymet rennin omdanner glykoproteinet angiotensinogen til det inaktive decapeptid angiotensin I, Asp-Arg-Val-Tyr-Ile-His-Pro-Phe-His-Leu. 
ACE omdanner det inaktive decapeptid angiotensin I til hormonet, det aktive octapeptid angiotensin II, Asp-Arg-Val-Tyr-Ile-His-Pro-Phe, ved at fraspalte dipeptidet His-Leu. 
For at virke som hormon reagerer angiotensin II med type 1 angiotensin II-receptoren (AT1), der igennem signaltransduktion resulterer i vasokonstriktion og forhøjet blodtryk.
ACE2 spalter angiotensin II til den aktive vasodilator, septapeptidet angiotensin (1-7),  Asp-Arg-Val-Tyr-Ile-His-Pro, ved at fraspalte aminosyren phenylalanin fra angiotensin II.
ACE2 spalter også mange andre peptider, bl.a. [des-Arg9]-bradykinin, apelin, neurotensin, dynorphin A og ghrelin.